# 카네코르소

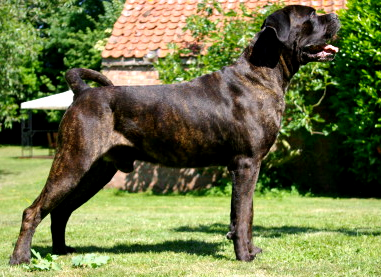
카네코르소의 옆모습

카네코르소(Cane Corso)는 이탈리아 원산의 대형견이다. 카네란 이탈리아어와 라틴어로 '개'를 의미하며, 코르소는 '추적한다'라는 뜻이 있다. (코르소는 그리스어로 울타리로 에워싸인 뜰을 의미하는 Kortos에서 왔다는 설도 있고, 보호자, 농가의 수호자 등의 뜻을 가진 라틴어인 cohors에서 유래되었다는 주장도 있다.)
참고로 '케인'코르소라는 표기는 Cane을 원어인 이탈리아어가 아닌 영어식으로 발음한 데서 비롯된 잘못된 표기이며, 영어권에서도 이 견종의 혈통에 관해 잘 아는 견주들은 '카네이코르소'라고 발음한다.
오래전부터 이탈리아 반도에서 주로 집 경비와 경호에 이용되었다. 고대 로마의 몰로시아종 직계 후손이며, 곰, 들소 , 멧돼지, 사슴 사냥개나 소몰이용 개로 사용했다는 기록도 있다. 이탈리아의 건축물 장식이나 문헌에서도 흔히 발견된다. 중세를 거치며 순수한 혈통을 가진 개체가 많이 줄어들었지만, 이탈리아 남부의 퍼그리아,루카니아, 산니오 등에서는 비교적 혈통이 잘 유지되었다.
카네코르소의 장점은 다른 커다란 체구의 대형견들에 비교하면 병치레를 많이 하지 않는다는 점이다. 순간 속도가 가장 빠른 견종 중 하나이기도 하다. 근육질의 유연한 몸매를 가지고 있으며, 몸 높이와 체중은 수컷이 64-68cm/45-50kg이고 암컷은 60-64cm/40-45kg이다.
두상의 전체 길이는 키의 약 36%정도여야 하며 주둥이의 길이는 두상 전체 길이의 약 34%이다. 체고와 다리길이의 비율은 1:1이다.
털의 색상은 검정, 회색, 브린들, 황갈색 등이 있으며, 포인트는 가슴에 있는 흰색 털이지만 모든 개체가 다 그런 것은 아니다.
SSG 랜더스의 마스코트 '랜디'의 모티브이기도 하다.